# 체르디치
체르디치(고대 영어: Cerdic [ˈtʃɜːrdɪtʃ], 라틴어: Cerdicus 케르디쿠스[*])는 앵글로색슨 연대기에 언급되는 색슨인 지도자다. 앵글로색슨의 브리튼 정착 당시 웨식스에 자리를 잡고 최초의 웨식스 국왕이 되어 519년에서 534년까지 통치했다고 한다. 이후 웨식스의 왕들은 자신이 멀든 가깝든 자기 혈통에 체르디치의 피가 어느 정도는 흐른다고 주장했다. 하지만 현재 밝혀진 사료가 거의 없어서 체르디치의 출신과 민족, 심지어는 체르디치란 인물의 실존 여부 자체까지도 명확하지가 않다.

## 이름의 어원
많은 학자들이 체르디치라는 이 이름이 게르만어가 아닌 Ceretic이라는 예전 브리튼어(켈트나 로만 등)의 이름 중 하나라고 추측하고 있다. 한 가설에 따르면 Cerdic이라는 이름은 예전의 켈트쪽의 이름이었던 Caratīcos나 Corotīcos에서 유래된 것으로, 웨식스를 건국한 것이 게르만족이지만, 체르디치는 게르만족의 언어가 아닌 다른 쪽의 이름을 삼았다는 것이다. 이는 체르디치가 원래 영국에서 살았고, 체르디치의 왕조가 시간이 지나면서 점점 성장했다는 것을 알려주는 것이다. 이는 체르디치의 손자로 추정되는 체울린과 그 아래의 후손 몇 명은 게르만족의 이름을 사용하지 않고 켈트에서 많이 사용하는 이름을 차용했던 것이 이를 증명해준다.

## 출신
앵글로색슨 연대기에서 체르디치의 조상을 확인할 수 있는 족보를 확인할 수 있는데, 체르디치의 혈통은 오딘과 족장설화의 시대까지 간다는 것을 알 수 있다. 케네스 시삼은 체르디치의 혈통이 버니시아의 왕의 혈통에서 새로 나온 것으로, 체르디치 자신의 전에는 직접적인 혈통이 아무도 없다는 것을 보여주었다.
영국의 고고학자이자 보들리언 도서관의 사서이기도 했던 존 노웰 린튼 마이어스는 체르디치와 킨리치가 앵글로색슨 연대기에 처음 등장하는 495년에 그들은 올더먼(Ealdorman, 왕이 임명한 영토를 다스리는 관리)으로 묘사된다고 언급하였다. 올더먼(Ealdorman)은 당시에는 그리 좋은 직급이 아니었다고 말하였다. 마이어스는 덧붙여 "기원이나 어떤 흔적도 찾아보기 어려운 데다가 침입자였던 체르디치의 흔적, 혈통, 칭호등을 찾기 위해 연구하는 것은 이상한 일"이라고도 했다.
또한 519년이 되어서야 체르디치와 킨리치가 왕을 "재위하기 시작한다"고 기록이 되어있는데, 이는 이들이 519년이 되어서야 신하나 올더먼을 그만하게 되고, 자신의 권리에 따라서 독립적인 나라의 왕이 되었음을 암시한다고 마이어스는 언급하였다.

마이어스는 이렇게 믿었다.
...따라서 체르디치를 색슨 쇼어의 서쪽 끝에 영토를 가지고 있는 귀족 가문의 우두머리로 생각하는 것이 가능하다. 체르디치는 로마가 망해갈 즈음에 위임이 되었거나, 로마의 국방을 책임지는 자로 위탁되었을 지도 모른다. 그는 후에 앵글로색슨의 올더먼으로 묘사될 수 있는 사람이다. ... 만약 체르디치 같이 어떤 종족이 이미 색슨 쇼어의 끝에 있는 원주민인 색슨족, 주트족과 혈연관계를 발전시켰다면 로마의 권위가 희미해질 즈음에 당시보다 더 빨리 왕국을 건설할 수 있었을 것이다. 이는 그들 스스로 문제를 해결했을지도 모르고, 나탄레오드 같은 서로 경쟁하는 영국 내의 타국들로부터 살아남기 시작해 508년부터 재위를 시작할 수도 있었다.
일부 학자들은 체르디치의 아버지인 엘레사(Elesa)가 게르마누스의 아들을 치료해주었던 켈트족인 엘라시우스라 주장하기도 했다.

## 생애
앵글로색슨 연대기에 의하면, 체르디치는 495년 아들 킨리치와 다섯 척의 배와 함께 오늘날의 햄프셔 지역에 도착했다. 그는 Natanleaga라는 나라의 왕이었던 나탄레오드라는 왕과 싸워 508년에 그를 죽였고, 519년에는 Cerdiceleag에서 싸웠다고 한다. Natanleaga는 햄프셔에서 현재의 네틀리 마시, Cerdiceleag는 차르포드(Cerdic's Ford. 체르디치의 여울)라는 곳으로 확인되고 있다. 또한 어떤 사료에 따르면 체르디치가 와이트섬을 정복했다고 언급되어 있으며, 훗날 체르디치의 친족인 스터프와 위흐트가르(514년 서색슨인과 함께 도착한 것으로 추정된다)에게 주어지게 된다. 체르디치는 534년에 사망하게 되며, 체르디치의 아들인 킨리치가 물려 받게 된다.
연대기에서 웨식스의 초기 역사는 수많은 중복과 겉보기에는 모순되는 정보가 많아서 쉽게 믿을 수 없는 것으로 여겨져 왔다. 데이비드 덤빌은 체르디치의 진정한 재위 연도가 538년부터 554년까지라고 주장하였다. 일부 학자들은 체르디치가 490년(정확히 알려지지는 않아서 490년에서 518년까지는 추측이 가능)에 벌어졌던 바돈산 전투에서 브리튼인들에게 패한 앵글로색슨족의 지도자였다고 주장한다. 만약 덤빌이 주장한 것이 맞으면, 이는 거짓이 되고 다른 사람들은 이 전투의 지도자가 앨라(Ælle)이거나 다른 색슨족의 지도자라고 주장하기 때문에 웨식스의 기원은 현재 발견되거나 전해지고 있는 것보다 훨씬 복잡할 것으로 보인다.
일부 학자들은 체르디치는 순전히 전설적인 인물일 뿐이라고 주장했지만, 이는 소수의 학자들만 주장하는 바로, 체르디치의 가장 초기 출처인 앵글로색슨 연대기는 9세기에 만들어졌다. 비록 이 연대기가 웨식스 창조의 현존하는 거의 유일한 기록이 담겨있는 것이지만, 체르디치가 활동한 500년대와 연대기가 기록된 900대 사이의 400년 간은 어떤 일이 일어났는지 설명이 불가능하다.
앵글로색슨 연대기의 연보는 체르디치의 후기 왕들에 대한 설명과 혈통과 함께 체르디치의 아들인 킨리치의 왕위계승에 대한 이야기를 묘사하고 있다. 그러나 연대기의 서문에는 체르디치와 킨리치 사이에 크레오다가 끼어서, 체르디치가 크레오다의 아버지, 킨리치의 할아버지라는 것을 알려준다.
체르디치의 혈통은 후의 웨식스 왕들에게 필요하게 되었고, 체르디치는 후에 잉글랜드와 브리튼의 후속 통지자인 에그버트의 조상이라고 주장이 되고 있다.